# Boô

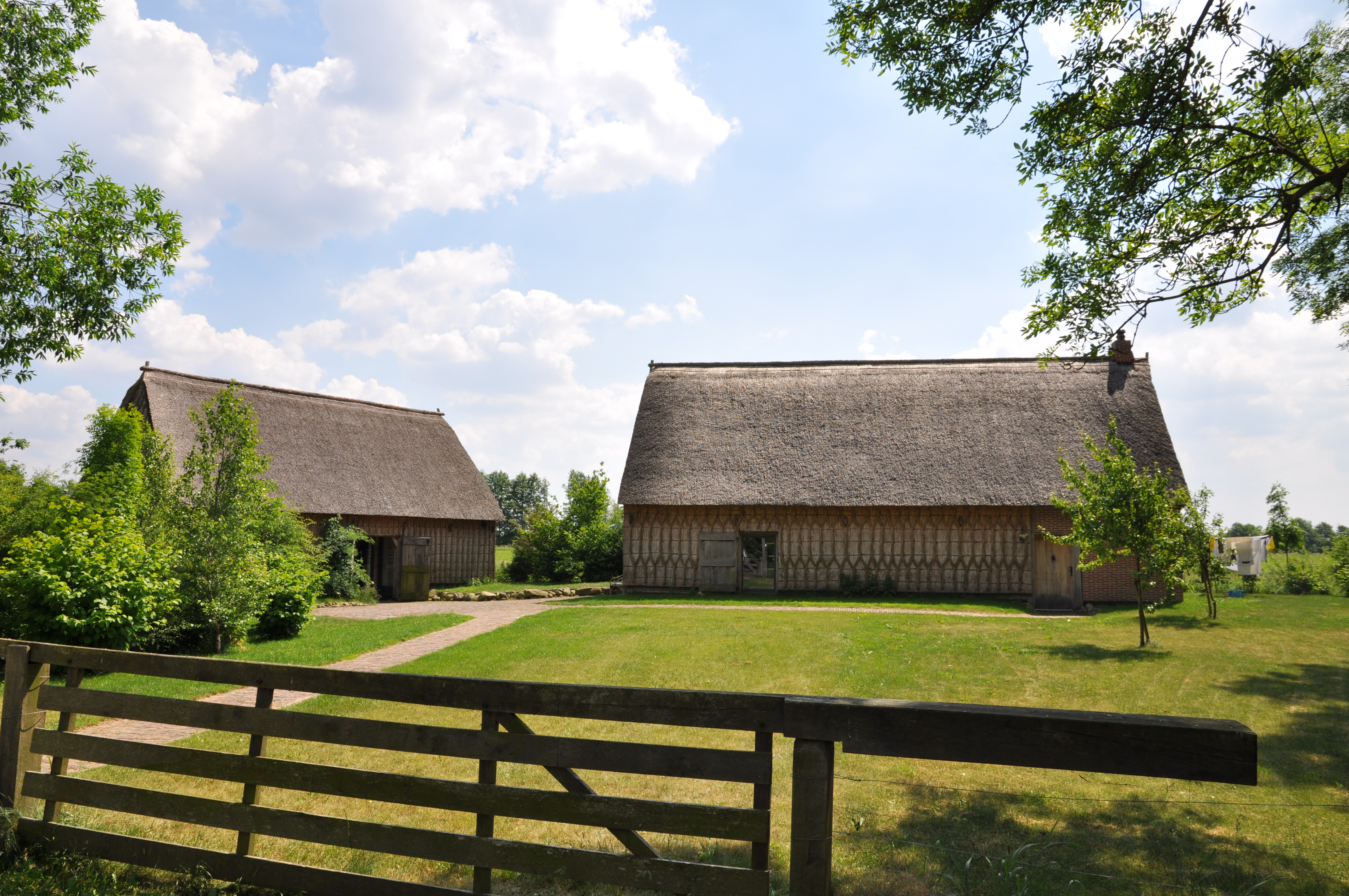
Wilms' boô in 2012

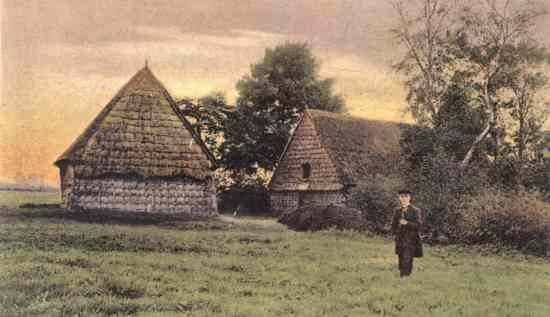
Wilms' boô rond 1920

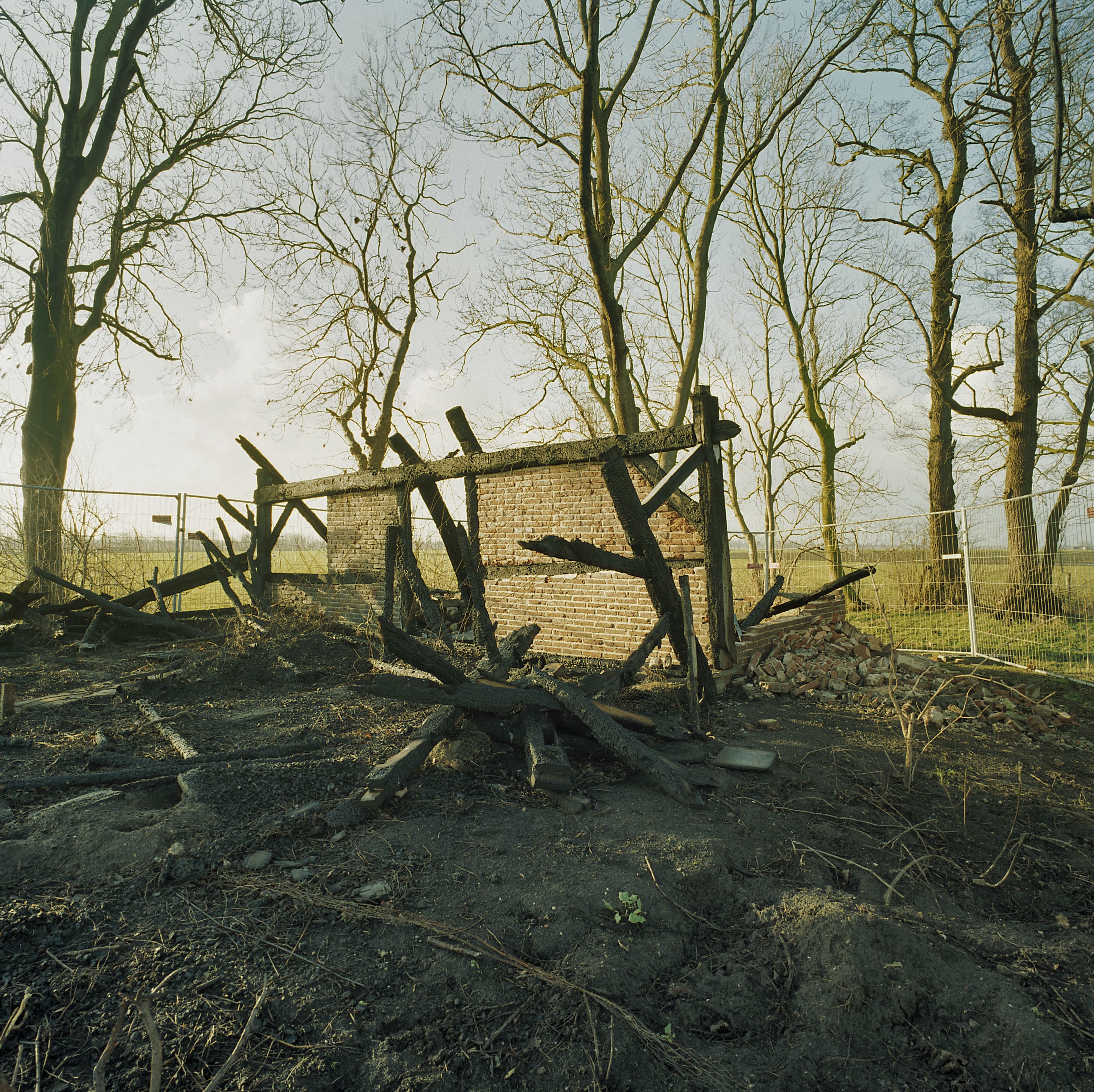
Wilms' boô na de brand in 2004

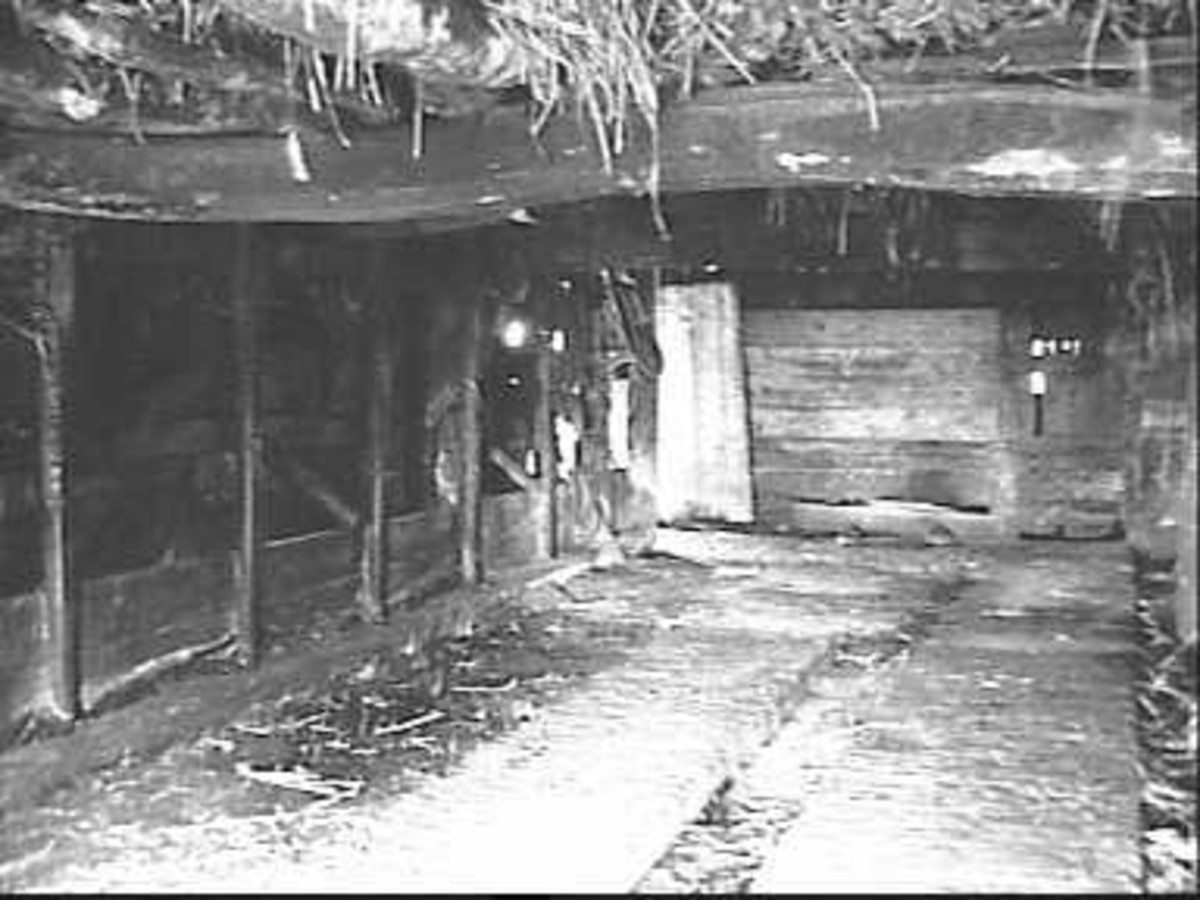
Interieur, stallen

Een boô uitspraakⓘ (ook: bo, boo, boe of sennhütte) was een veehut waar een herder met zijn rundvee verbleef. Al sinds de dertiende eeuw waren er in heel Europa uithoven, ook wel grangia's genoemd, bij kloosters en boerderijen. Zij waren om gereedschappen of vee te stallen bij ver gelegen landerijen. Vaak kenden zij een kleine (tijdelijke) bezetting. De boô valt in deze categorie en werd ten tijde van de Tachtigjarige Oorlog ook wel als grangia aangeduid. De boô was in de zeventiende eeuw rond Schoonebeek in opkomst omdat de boeren aldaar van gemengde teelt overgingen naar voornamelijk veeteelt.

## Indeling
Oorspronkelijk sliep de herder bij het vee in één ruimte. 's Winters ging hij met het vee terug naar de boerderij. Later werd de hut met een tussenmuur onderverdeeld in een gedeelte voor het vee en een woonvertrek met vuurplaats voor de herder. De herder bleef vanaf die tijd ook in de winter op de boô. Naast de boô werd dan tevens een hooischuur gebouwd. Een boô is gemaakt van goedkope materialen. De wanden zijn meestal van stro of gevlochten twijgen die besmeerd zijn met koemest of leem. Het dak is ook van stro.

## Boô-heer
De herder, die het vee ver buiten het dorp liet grazen, kon in de boô overnachten. De herder werd boô-heer genoemd en was in de regel ongetrouwd. Hij was in dienst van een zogenaamde broodheer. Vaak ook was de herder de oudste zoon van de boer. Eenmaal in de veertien dagen keerde de boô-heer terug naar de boerderij van zijn broodheer om proviand en schone kleren te halen. De boô-heer mocht de opbrengst van de enige melkkoe in zijn geheel houden en ook de eieren die de kippen in de boô legden, waren voor hem.

## Voorkomen
De grensplaatsen Schoonebeek en Nieuw-Schoonebeek in de Nederlandse provincie Drenthe zijn de enige Nederlandse plaatsen waar nog boôën staan. Het dorp Nieuw-Schoonebeek stond daarom aan de Duitse kant van de grens in Ringe lange tijd bekend als boôëndörp. In Ringe en ook langs de Eems stonden echter ook boôën. Van de nu nog bestaande boôën staat er nog een enkele in Duitsland in oorspronkelijke staat op de aanvankelijke plek.

## Herkomst van het woord
De naam boô is een cognaat van het Duitse woord 'Bude' dat 'stal' betekent. Het dakje op de tweede 'o' wijst erop dat er een letter is weggevallen. In het Deens betekent 'bo' woning en 'by' betekent boerderij. Het woord boô behoort tot het Nedersaksisch. Andere (streek)talen kennen ook cognaten van het woord: het Westfries (boed, boet) en Fries (bode, bodde).

## Boôën: verdwenen bouwwerken
De laatste originele boô in Nederland, Wilms' boô (1640) in Nieuw Schoonebeek, brandde in oktober 2004 af. Er bestonden plannen de boô op de Europese monumentenlijst geplaatst te krijgen. Wilms' boô was eigendom van de Drentse Oudheidkundige Stichting De Spiker. In maart 2005 is een start gemaakt met de herbouw. De herbouwde Wilms' boô werd op 4 juni 2008 officieel geopend door prinses Margriet der Nederlanden. Deze replica heeft nu een woonfunctie.
Hekman's boô is ook een replica, die bovendien niet meer op de oorspronkelijke locatie staat. Deze boô stond aan de Beekweg, maar vanwege de bouw van woonhuizen is deze verplaatst. De Hekman's boô bevindt zich nu op het terrein van Zuivelboerderij De Katshaar aan de Europaweg (N863).

## Afbeeldingen

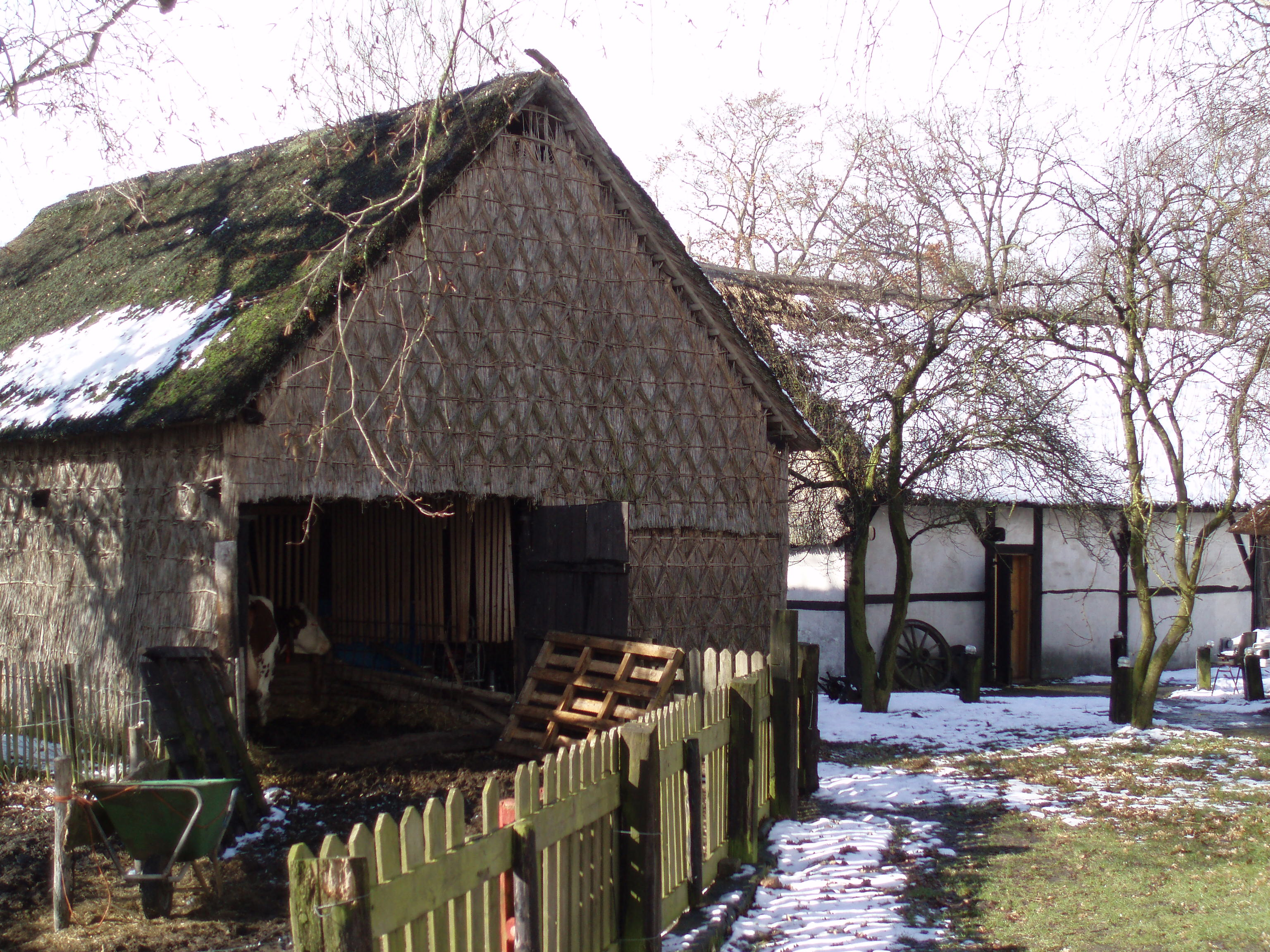
Hekman's boô in 2006
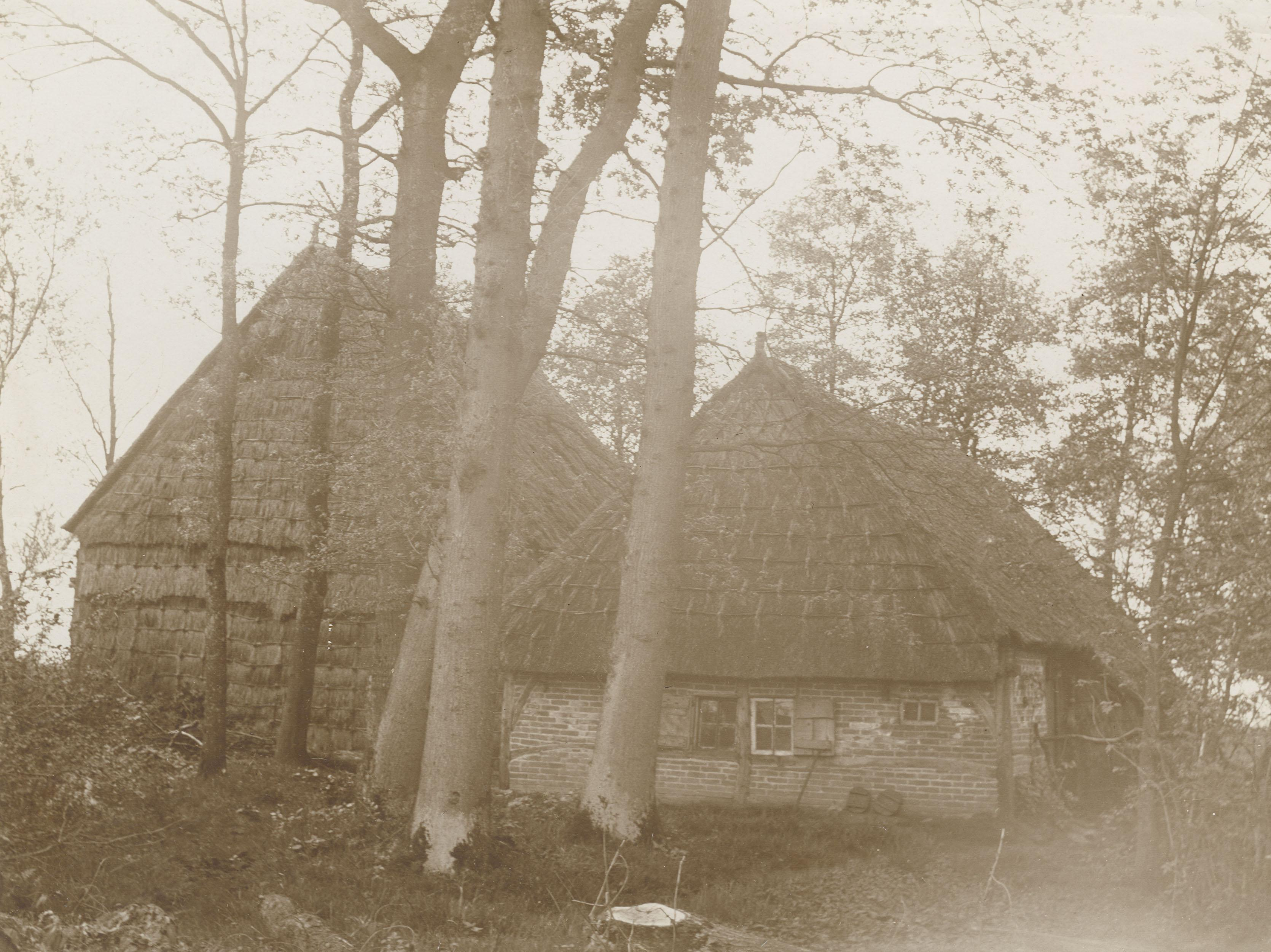
Elzing's boô in 1912